# Улица Казара Парпеци
Улица Лазаря Парпеци (арм. Ղազար Փարպեցու փողոց) — улица Еревана, в центральном районе Кентрон. Проходит от улицы Карена Демирчяна до развилки на улицы Спендиаряна и Степана Зоряна.

## История
В советское время носила имя армянского профессионального революционера Гукаса Гукасяна (1899—1920).
Современное название в честь армянского историка V века Лазаря Парпеци.

## Достопримечательности

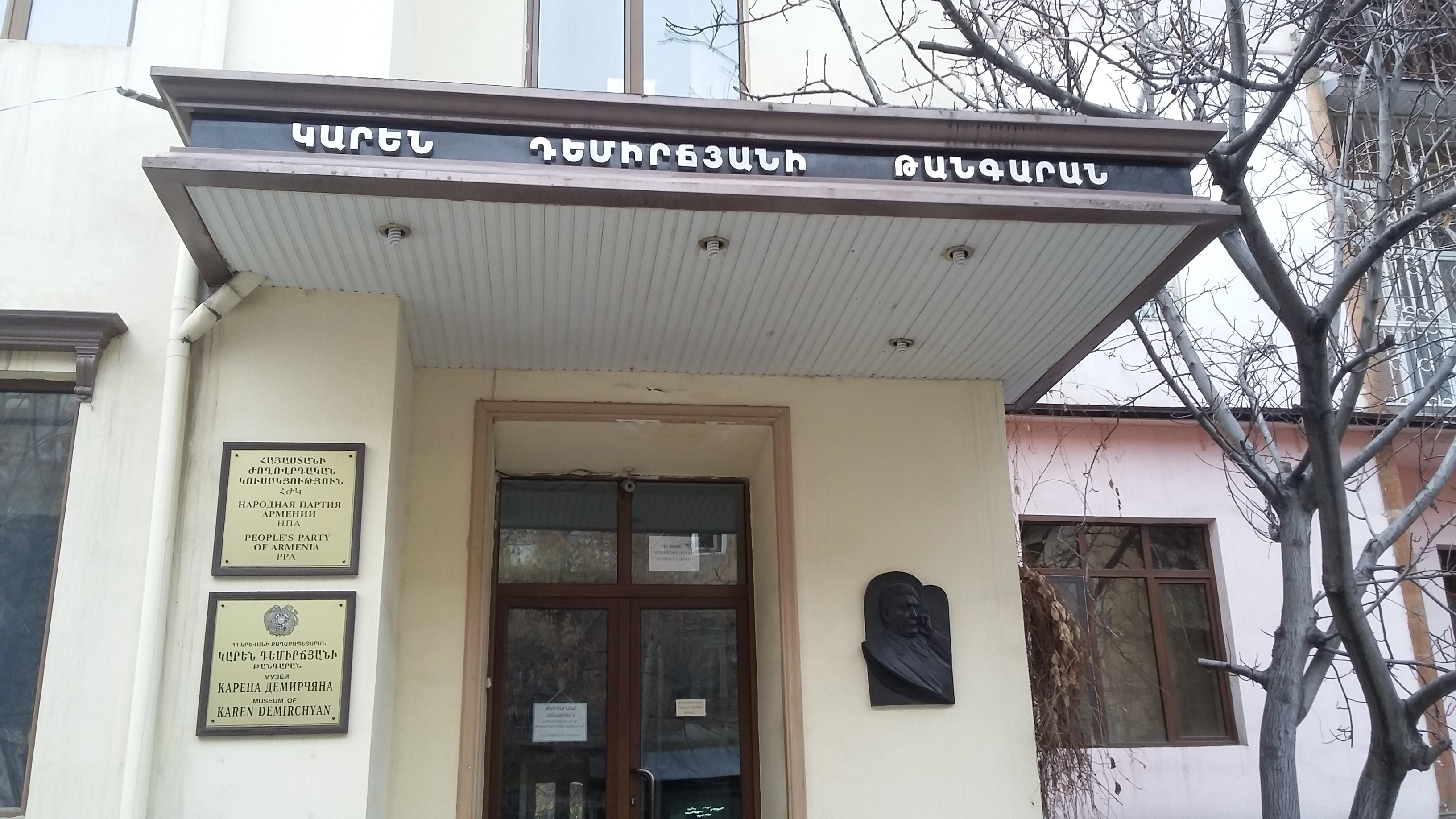
Музей Карена Демирчяна

В районе улицы находится церковь Богородицы Зоравор (отстроена в 1693—1694 годах заново после землетрясения), является одной из древнейших сохранившихся церквей Еревана. Название по сохранившемуся здесь чудодейственному Евангелию «Зоравор».
д. 7 — Музей Карена Демирчяна

## Известные жители

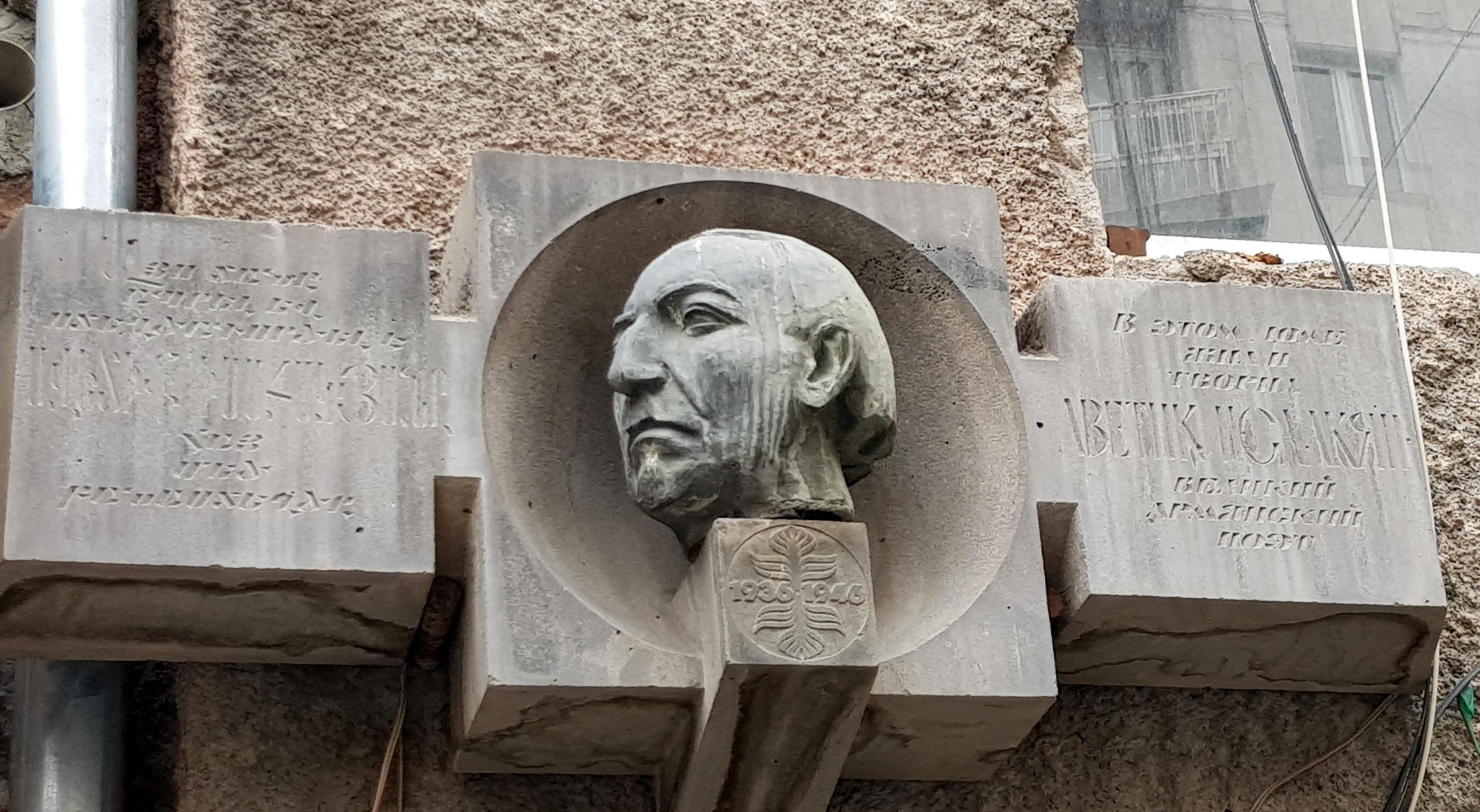
Мемориальная доска А. Исаакяну.

д. 9 — Степан Джербашян (мемориальная доска), Арнольд Адамян (мемориальная доска)
д. 12 — Аветик Исаакян (мемориальная доска)
д. 17 — Геворк Ачемян (мемориальная доска)
д. 20 — Саркис Ханоян (мемориальная доска)